# Ocotea matogrossensis
Ocotea matogrossensis är en lagerväxtart som beskrevs av Vattimo. Ocotea matogrossensis ingår i släktet Ocotea och familjen lagerväxter. Inga underarter finns listade i Catalogue of Life.